# 182. strelska divizija (ZSSR)
182. strelska divizija (izvirno rusko 182-я стрелковая дивизия; kratica 182. SD) je bila strelska divizija Rdeče armade v času druge svetovne vojne.

## Zgodovina
Divizija je bila ustanovljena leta 1941 v Dorpatu.